# The Stolen Voice
The Stolen Voice è un film muto del 1915 diretto da Frank Hall Crane. Moving Picture World del 31 luglio 1915 riportava che la sceneggiatura si basava su eventi realmente accaduti a Robert Warwick, l'attore protagonista del film.

## Produzione
Il film, prodotto dalla William A. Brady Picture Plays, venne girato nell'estate 1915 a Fort Lee, nel New Jersey, località dove si trovavano gli studi della World Film.

## Distribuzione
Il copyright del film, richiesto dalla World Film Corp., fu registrato l'11 gennaio 1917 con il numero LU9952. Distribuito dalla World Film, il film - un lungometraggio in cinque bobine - uscì nelle sale cinematografiche statunitensi il 9 agosto 1915.
Non si conoscono copie ancora esistenti della pellicola che viene considerata presumibilmente perduta.